# Шевалье, Франсуа-Феликс
Франсуа́-Фели́кс Шевалье́ (фр. François Félix Chevalier; 1705—1801) — французский историк.
Родился и жил в Полиньи (ныне: департамент Юра), был адвокатом и затем почётным советником местной счётной палаты. Также был членом Безансонской академии и членом сельскохозяйственного общества Орлеана.
Двадцать лет жизни посвятил изучению древней истории своего родного города, итогом чего стало сочинение, озаглавленное Mémoires historiques sur la ville de Poligny (1767—1769).